# St. Johannes Baptista (Altenkessel)

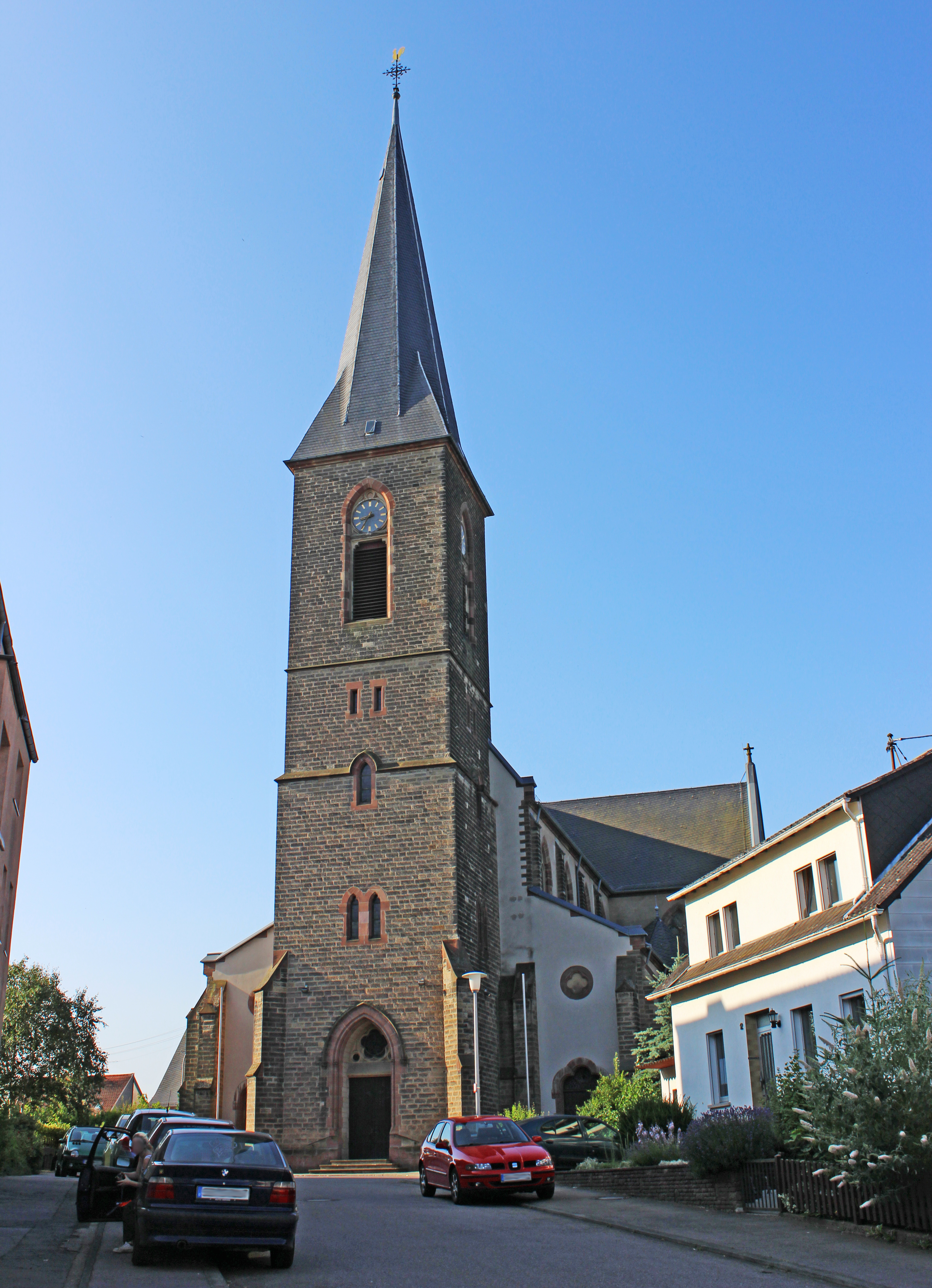
Die katholische Pfarrkirche St. Johannes Baptista in Saarbrücken-Altenkessel

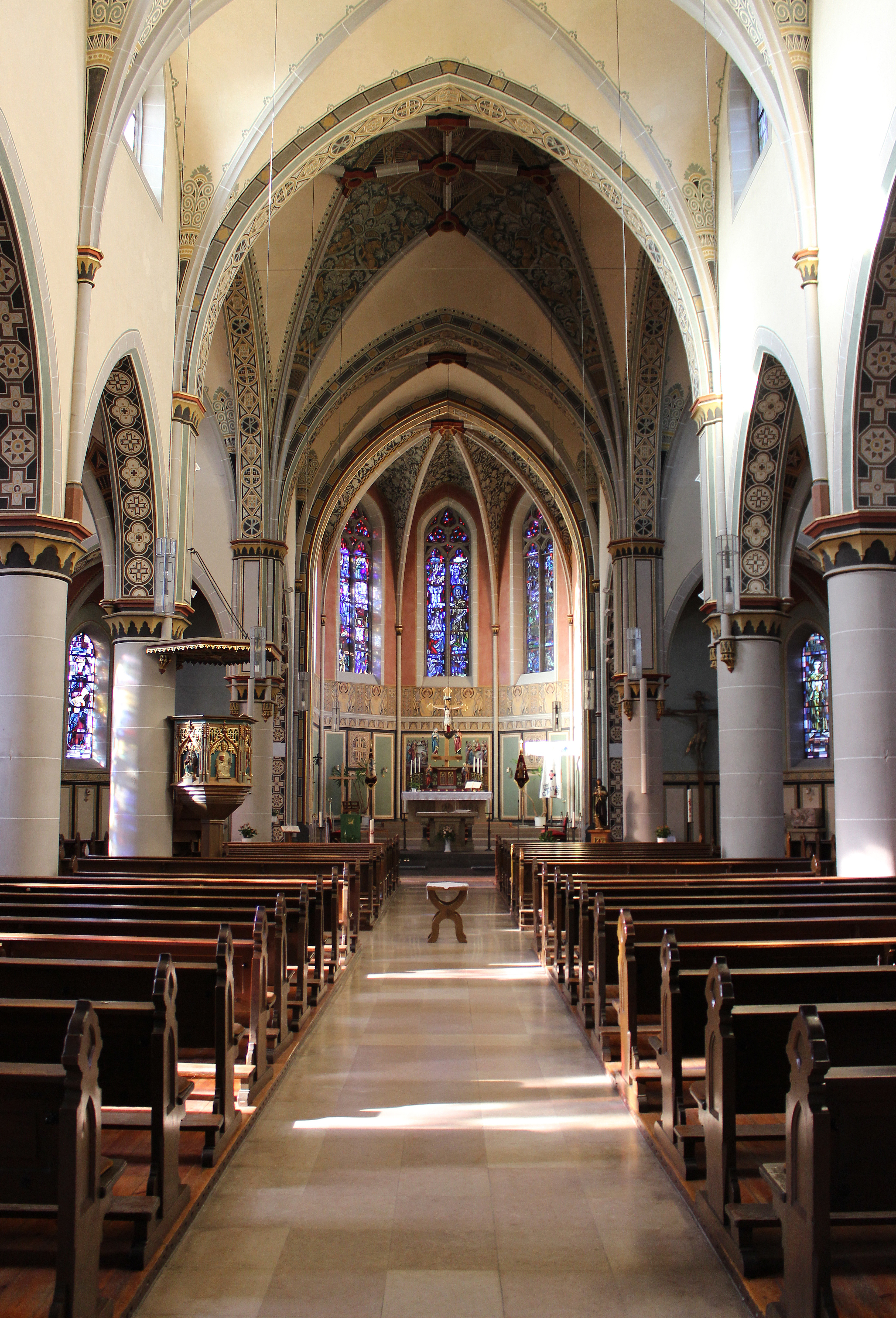
Blick ins Innere der Kirche

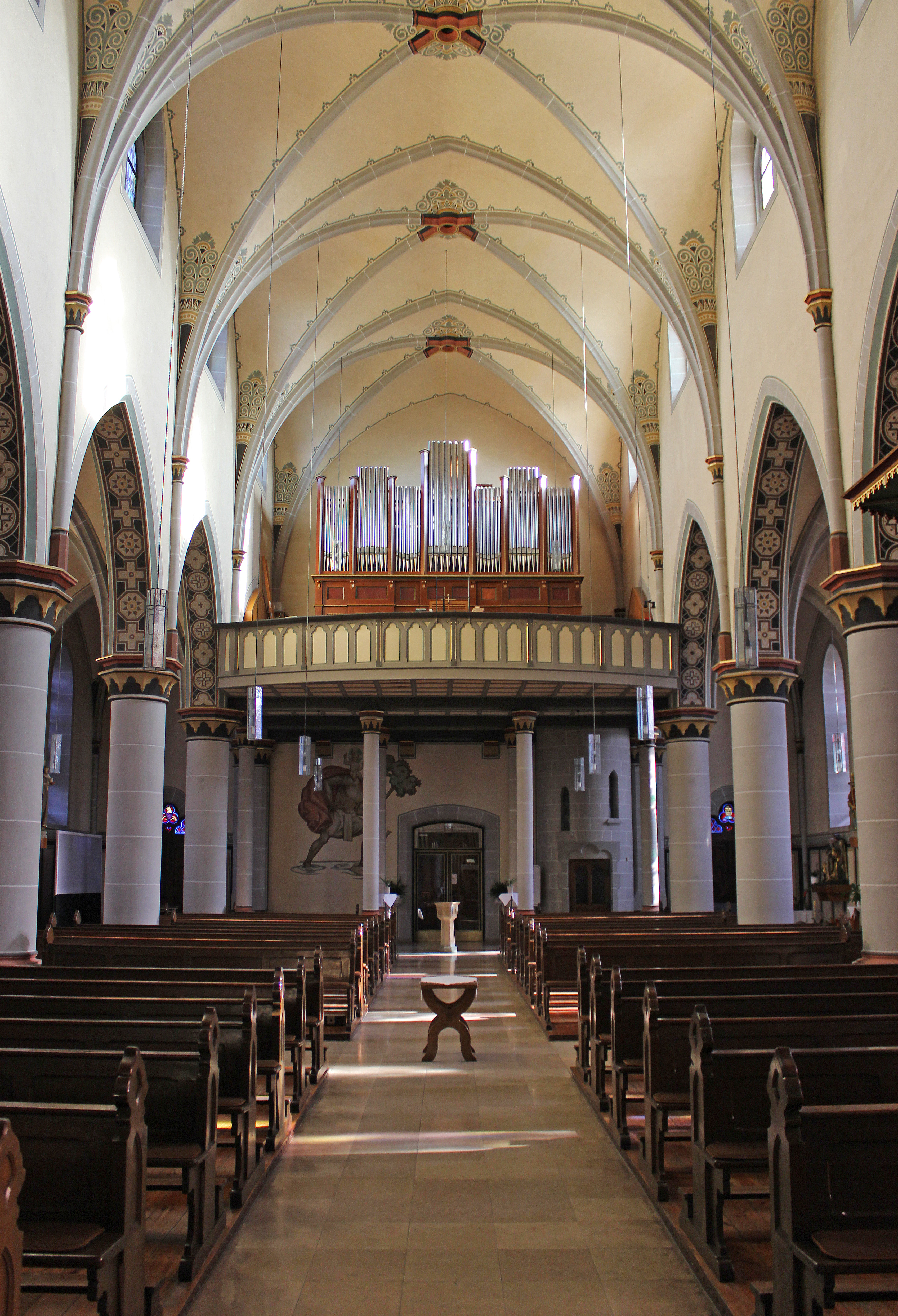
Blick zur Orgelempore

Die Kirche St. Johannes Baptista ist eine katholische Pfarrkirche in Altenkessel, einem Stadtteil der saarländischen Landeshauptstadt Saarbrücken. Kirchenpatron ist Johannes der Täufer. In der Denkmalliste des Saarlandes ist die Kirche als Einzeldenkmal aufgeführt.
Die Pfarrei St. Johannes Baptista bildete mit der Nachbarpfarrei St. Elisabeth in Altenkessel-Rockershausen eine Pfarreiengemeinschaft im Dekanat Saarbrücken (Bistum Trier). Mit Wirkung zum 1. Januar 2013 wurden die beiden Pfarreien zur Pfarrei und Kirchengemeinde St. Nikolaus mit der Pfarrkirche St. Johannes Baptista zusammengeschlossen. Mit der Pfarrei St. Barbara Klarenthal bildet sie die Pfarreiengemeinschaft Altenkessel.

## Geschichte
Bereits in den Jahren 1868 bis 1870 wurde in Altenkessel eine katholische Kirche erbaut. Es handelte sich hierbei um einen Betsaal, im Besitz des Königlich-preußischen Bergfiskus (Sitz: Bergwerksdirektion Saarbrücken), der nach Plänen des bergamtlichen Baumeisters Dumreicher errichtet wurde. Das Gebäude wurde bis 1903 sakral genutzt, danach profaniert und zu Wohnzwecken umgebaut.
Für das heutige Kirchengebäude entwarf Architekt Wilhelm Hector (Saarbrücken-St. Johann) die Pläne, die in den Jahren 1902 bis 1903 umgesetzt wurden. Für die Maurer- und Steinhauerarbeiten zeichnete Richard Schmidt sen. (Luisenthal) verantwortlich.
Nachdem die Kirche im Zweiten Weltkrieg Schäden erlitten hatte, wurden diese in den Jahren 1945 bis 1960 im Rahmen einer Restaurierung behoben.
Infolge von Grubensenkungen wurde die Bausubstanz stark in Mitleidenschaft gezogen, sodass weitere umfangreiche Restaurierungsmaßnahmen erforderlich waren.
Im Jahr 2000 wurde die Krypta unter der Sakristei zu einer Werktagskirche umgebaut.

## Architektur und Ausstattung
Das Kirchengebäude wurde im Stil der Neugotik als dreischiffige Basilika errichtet. Das Langhaus, mit vorangestelltem Kirchturm mit Spitzhelm, unterteilt in ein Mittelschiff und zwei niedrigere Seitenschiffe, weist eine Unterteilung in vier Joche auf. An das Langhaus schließt sich ein Querschiff an, daran ein fünfseitiger Chor mit polygonalem Abschluss. Als Grundriss ergibt sich somit die Form eines Lateinischen Kreuzes. Die Decken der drei Schiffe werden von Kreuzrippengewölben geformt. Die Decke der Vierung, der Stelle, an der Mittel- und Querschiff zusammentreffen weist ein Sterngewölbe auf.
In den Gewölbefeldern und Bögen befinden sich Malereien mit stilisierten Motiven aus der Tier- und Pflanzenwelt sowie Ornamentmalereien.
Zur Ausstattung der Kirche gehört eine künstlerisch anspruchsvoll gearbeitete Kanzel mit den Darstellungen der vier bedeutendsten Kirchenlehrer des Abendlandes: Hieronymus, Ambrosius von Mailand, Augustinus von Hippo und Papst Gregor der Große. Von den Altären der ursprünglichen Ausstattung hat sich als einziger der Marienaltar erhalten.
Von den Fenstern der Kirche wurden im Jahr 2000 sechs durch Vandalismus zerstört und in der Folge von der Firma Frese (Saarbrücken) restauriert. Die drei Fenster im Chor zeigen bedeutende Szenen aus dem Leben des heiligen Johannes des Täufers.
Im Außenbereich der Kirche befindet sich eine Lourdesgrotte.

## Orgel
Die Orgel der Kirche wurde 1912 als opus 463 von der Firma Friedrich Weigle (Stuttgart-Echterdingen) erbaut, aber erst 1913 in der Kirche auf der Empore aufgestellt. In den 1950er und den 1970er Jahren erfolgten Umbauten im Sinne der Orgelbewegung, bei der einige Register zur Aufhellung des Klangs ausgetauscht und der ursprünglich neugotische Prospekt in einen Freipfeifenprospekt umgewandelt wurde. Ein Teil des Gehäuses blieb erhalten. Von dem Umbau nicht betroffen war die Anzahl der Register und der mit Blickrichtung zum Altar freistehende Spieltisch. Die Umbaumaßnahmen in den 1970er Jahren wurden von der Firma Hugo Mayer (Heusweiler) durchgeführt.
Im Jahr 2006 kam es zu einer Rekonstruktion der ursprünglichen Disposition von 1912 durch Thomas Gaida (Wemmetsweiler). Das Instrument verfügt über 30 Register, einen Gruppenzug und zwei Transmissionen, verteilt auf zwei Manuale und Pedal. Die Traktur ist pneumatisch. Die Disposition lautet wie folgt:
| I Hauptwerk C–g3 |                  |       |
| 1.               | Bourdon          | 16′   |
| 2.               | Principal        | 8′    |
| 3.               | Seraphon Gedeckt | 8′    |
| 4.               | Viola di Gamba   | 8′    |
| 5.               | Flute oktaviante | 8′    |
| 6.               | Gemshorn         | 8′    |
| 7.               | Dulziana         | 8′    |
| 8.               | Oktave           | 4′    |
| 9.               | Rohrflöte        | 4′    |
| 10.              | Oktave           | 2′    |
| 11.              | Mixtur V         | 2 ⁄3′ |
| 12.              | Trompete         | 8′    |

| II Schwellwerk C–g3 (g4) |                                                |     |
| 13.                      | Lieblich Gedeckt                               | 16′ |
| 14.                      | Geigen-Principal                               | 8′  |
| 15.                      | Seraphonflöte                                  | 8′  |
| 16.                      | Lieblich Gedeckt                               | 8′  |
| 17.                      | Quintatön                                      | 8′  |
| 18.                      | Salicional                                     | 8′  |
| 19.                      | Voix celeste                                   | 8′  |
| 20.                      | Principal                                      | 4′  |
| 21.                      | Traversflöte                                   | 4′  |
| 22.                      | Sesquialtera II                                |     |
| 23.                      | Flautino                                       | 2′  |
| 24.                      | Echo-Mixtur IV                                 |     |
| 25.                      | Hautbois                                       | 8′  |
|                          | Kornett IV+V (Gruppenzug von Nr. 16 und 21–23) | 8′  |

| Pedal C–f1 |                             |     |
| 26.        | Violonbass                  | 16′ |
| 27.        | Subbass                     | 16′ |
|            | Gedecktbass (=Nr. 13)       | 16′ |
| 28.        | Oktavbass                   | 8′  |
| 29.        | Gedacktbass                 | 8′  |
| 30.        | Choralbass                  | 4′  |
|            | Posaune (aus Nr. 12; ab c0) | 16′ |

- Koppeln: II/I (auch als Sub- und Superoktavkoppeln), I/P, II/P
- Spielhilfen: eine freie Kombination, p, mf, f, Tutti, Handregister ab, Crescendo ab, Zungen ab, Crescendo, automatisches Pianopedal